# Agia Triada (Cipro)
Agia Triada (in greco Αγία Τριάς?, Agia Trias; in turco Sipahi) è un villaggio della penisola del Karpas nel nord-est dell'isola mediterranea di Cipro. Il villaggio si trova de facto nel distretto di İskele della Repubblica Turca di Cipro del Nord, mentre de iure si trova nel distretto di Famagosta della Repubblica di Cipro. Nel 2011, Sipahi aveva una popolazione di 614 abitanti. Il villaggio, in cui fino al 1976 circa vivevano quasi esclusivamente ciprioti-greci, si trova a 2 km a est di Gialousa/Yeni Erenköy. Oltre a Rizokarpaso, è l'unico posto del Karpas dove  vive ancora un numero relativamente grande di greci.

## Origini del nome
Il nome greco significa Santa Trinità, mentre quello turco risale ai Sipahi, la cavalleria pesante ottomana. Tuttavia, questa denominazione non è dovuta direttamente a questa istituzione, ma, dato che il territorio di Agia Trias era un'importante zona di coltivazione del tabacco, a una marca di sigarette. Questo vale anche per altri luoghi, come Vothylakas, che ora si chiama Derince, Vokolida che divenne Bafra, Vasili che fu cambiato in Gelincik, mentre Gialousa divenne Maltepe, e più tardi Yeni Erenköy.

## Monumenti e luoghi di Interessi

### Architetture religiose
Alla periferia del villaggio sono visibili i resti di una Basilica paleocristiana.

## Società

### Evoluzione demografica
Quando gli inglesi presero il controllo di Cipro nel 1878, i censimenti regolari a intervalli di dieci anni iniziarono già nel 1881, ma il villaggio non fu contato come entità separata fino al 1946. In quell'anno si contavano 1 078 abitanti esclusivamente di lingua greca, nel 1960 erano 1121 e nel 1973 esattamente 1212.
Con l'occupazione del nord da parte dell'esercito turco nel 1974, gli abitanti greci del nord furono principalmente espulsi, mentre i ciprioti di lingua turca fuggirono al nord dal sud. Nel 1976, c'erano 675 abitanti la cui nazionalità non era specificata. La maggior parte dei greci rimase inizialmente poiché il Karpas era tagliato fuori dal resto dell'isola. Nell'ottobre 1975, c'erano 1036 greci che vivevano nel villaggio, ma il loro numero scese a 740 nel dicembre 1976, a 273 nel maggio 1980, e infine a 134 nel 1994. Tra il 1974 e il 1985, circa 1100 greci dovettero lasciare il villaggio. Nel 1996, la popolazione era scesa a 508 abitanti, ma risalì a 659 nel 2006, senza che nessuna etnia fosse registrata nei censimenti. Negli anni 2010, circa 120 greci vivevano nel villaggio, rendendolo una delle due enclavi, insieme a Rizokarpaso, dove è presente ancora un numero rilevante di essi.
Tra il 1976 e il 1977, nel villaggio immigrarono turchi, soprattutto dai distretti di Maçka, Sürmene o Araklı nella provincia di Trabzon sul Mar nero. Negli ultimi anni, europei e turchi hanno acquistato alcune proprietà.